# Juan Navarro Castellanos
Juan Navarro Castellanos (San José de Gracia, Michoacán, México, 27 de janeiro de 1945) é um clérigo mexicano e bispo católico romano emérito de Tuxpan.
Juan Navarro Castellanos recebeu o Sacramento da Ordem em 23 de dezembro de 1977 para a Diocese de San Juan de los Lagos.
Em 31 de janeiro de 2004, o Papa João Paulo II o nomeou Bispo Titular de Caput Cilla e o nomeou Bispo Auxiliar de Acapulco.
O Arcebispo de Acapulco, Felipe Aguirre Franco, o consagrou em 23 de março do mesmo ano; Os co-consagradores foram o Núncio Apostólico no México, Dom Giuseppe Bertello, e o Bispo de San Juan de los Lagos, Javier Navarro Rodríguez. Em 12 de fevereiro de 2009, o Papa Bento XVI o nomeou ao Bispo de Tuxpan.
O Papa Francisco aceitou sua aposentadoria em 27 de fevereiro de 2021.